# Joan Maria Gual i Dalmau
Joan Maria Gual i Dalmau   (Granollers, 26 de juliol de 1946) és un director teatral i gestor cultural català.
Net d'Adrià Gual i germà de l'actor i productor Adrià Gual Dalmau. Llicenciat en dret per la Universitat de Barcelona (1972) i doctor en història de l'art (2003), estudià direcció i interpretació a l'Escola d'Art Dramàtic Adrià Gual (EADAG) entre el 1965 i el 1970. Més tard entrà a formar part de la plantilla de professors de l'escola i de l'equip de col·laboradors de Ricard Salvat en el període en què dirigí el Teatro Nacional de Barcelona (TNB). Durant aquest període dirigí diversos espectacles amb el Grup de Teatre Independent Gogo a l'Institut d'Estudis Nord-americans de Barcelona, a partir de textos d'autors contemporanis com Friedrich Dürrenmatt, Jean-Paul Sartre, Shelagh Delaney i, molt especialment, Ramón M. del Valle-Inclán, amb el muntatge de l'esperpent Los cuernos de don Friolera. També dirigí Taller de fantasia, de Josep M. Benet i Jornet, amb l'EADAG, presentat en el Cicle Cavall Fort (1971).
El 1973 organitzà i dirigí el primer Cicle de Teatre Independent Centenari Adrià Gual i creà la companyia Grup A-71, que actuà a la Sala Gaudí. Al mateix temps posà en marxa un servei d'assessorament de professionals de l'espectacle. Amb el Grup A-71 muntà Descens a la superfície interior, de Manuel de Pedrolo (1973); La farsa dels metges, de Molière (1973); La lliçó, d'Eugen Ionescu (1974); Mixtura indiscretament mòbil, de Manuel de Pedrolo (1975); Bèsties de mar, d'Edward Albee (1976); Antígona, de Sòfocles, en la versió de Josep M. Muñoz Pujol (1978), i altra vegada La lliçó, d'Eugen Ionescu (1981). A més, dirigí espectacles infantils amb la companyia La Trepa, com Misteri de dolor, d'Adrià Gual (1980), i amb el Centre Dramàtic de la Generalitat, amb què dirigí L'ús de la matèria, de Manuel de Pedrolo, amb Rafael Anglada, Josep Minguell i Enric Arredondo en els papers principals.
Arran de la mort de Franco, el 1976 formà part de diverses iniciatives que pretenien democratitzar el món de l'espectacle, com el Grec 76 i la negociació i redacció del Conveni Col·lectiu d'Actors i Directors de Barcelona. Redactà també un avantprojecte de Llei de teatre a Catalunya.
Després de moltes gestions, el 1980 aconseguí reobrir el Teatre Regina, que va programar durant tres temporades amb el Grup A-71 i que programà fins a 1988, centrant-lo en la dramatúrgia contemporània. En aquest espai presentà el seu muntatge d'El beso de la mujer araña, de Manuel Puig (1981). El 1984 fou nomenat director dels Serveis de Teatre, Cinema i Dinamització Cultural de l'Ajuntament de Barcelona, des d'on organitzà el Festival Grec de les edicions de 1984 i 1985.
El 1987 fou nomenat director gerent del Mercat de les Flors, on programà espectacles internacionals, possibilitant la presència als escenaris barcelonins de grans directors com Peter Brook, Tadeusz Kantor i Ariane Mnouchkine, entre d'altres, i convertint aquest teatre en una peça clau de l'activitat teatral barcelonina. La direcció del teatre municipal va tenir dos períodes: 1986-1987 i 1995-2002. Entre aquests períodes creà i dirigí l'empresa Animación del Ocio S. A., dedicada a dinamitzar diversos espais culturals, com el Poble Espanyol de Barcelona.
Com a director escènic muntà al Mercat de les Flors La dama del mar, de Henrik Ibsen (1996). Durant aquells anys impartí cursos de gestió i producció per a institucions diverses, des de la RESAD fins a l'Institut del Teatre i la Universidad Complutense, on és professor del màster Gestión para las Artes Escénicas.
El 1997 participà en l'elaboració del Pla estratègic de Barcelona per a les arts i la cultura, de l'Institut de Cultura de Barcelona. El 2003 fou nomenat gerent del Consorci de la Ciutat del Teatre en un moment en què les institucions pretenien unificar el Palau de l'Agricultura, el Mercat de les Flors i l'Institut del Teatre per crear un gran espai dedicat a les arts escèniques a Barcelona.
El 2003 llegí la tesi doctoral "La planificació teatral de Barcelona, 1976-1999" al Departament d'Història de l'Art de la UB, i fou professor de l'esmentat departament els cursos 2004-2005 i 2005-2006. El 2005 reprengué l'activitat com a director escènic muntant Soc el defecte, de Manuel de Pedrolo (2005); Interior anglès, de Jordi Coca (2007), i La lección, d'Eugen Ionescu (2009), aquesta darrera al Teatro Español de Madrid, on tornà a dirigir el 2012 Dani y Roberta, de J. P. Shanley.
El 2006 fou nomenat director del Festival Castell de Peralada, càrrec que ocupà en dues edicions. El 2009 fou escollit president de l'Associació d'Actors i Directors Professionals de Catalunya (ACDPC), encara que ja era membre del Consell de Direcció des de 2004. Des de 2011 és membre del Consell d'Administració del Teatre Nacional de Catalunya. L'estiu de 2014 abandonà el càrrec de president de l'ACDPC.

## Significació
Format a l'EADAG, fundà la companyia de teatre independent Grup A-71, però principalment ha destacat com a gestor cultural vinculat a l'Associació d'Actors i Directors Professionals de Catalunya (AADPC) i com a director artístic: al capdavant del Teatre Regina i, de manera especial, durant els dos períodes com a director del Mercat de les Flors de Barcelona, que convertí en un aparador del gran teatre internacional. Com a director teatral ha estat un dels màxims difusors de l'obra dramàtica de Manuel de Pedrolo.